# 新北市立新莊體育館
新北市立新莊體育館（英語：New Taipei Xinzhuang Gymnasium），簡稱新莊體育館，位於台灣新北市新莊區新北市新莊體育園區內，於2002年4月完工啟用。觀眾席有7125席，其中固定看台4506席、活動看台2619席，另外貴賓席14席，記者席10席。

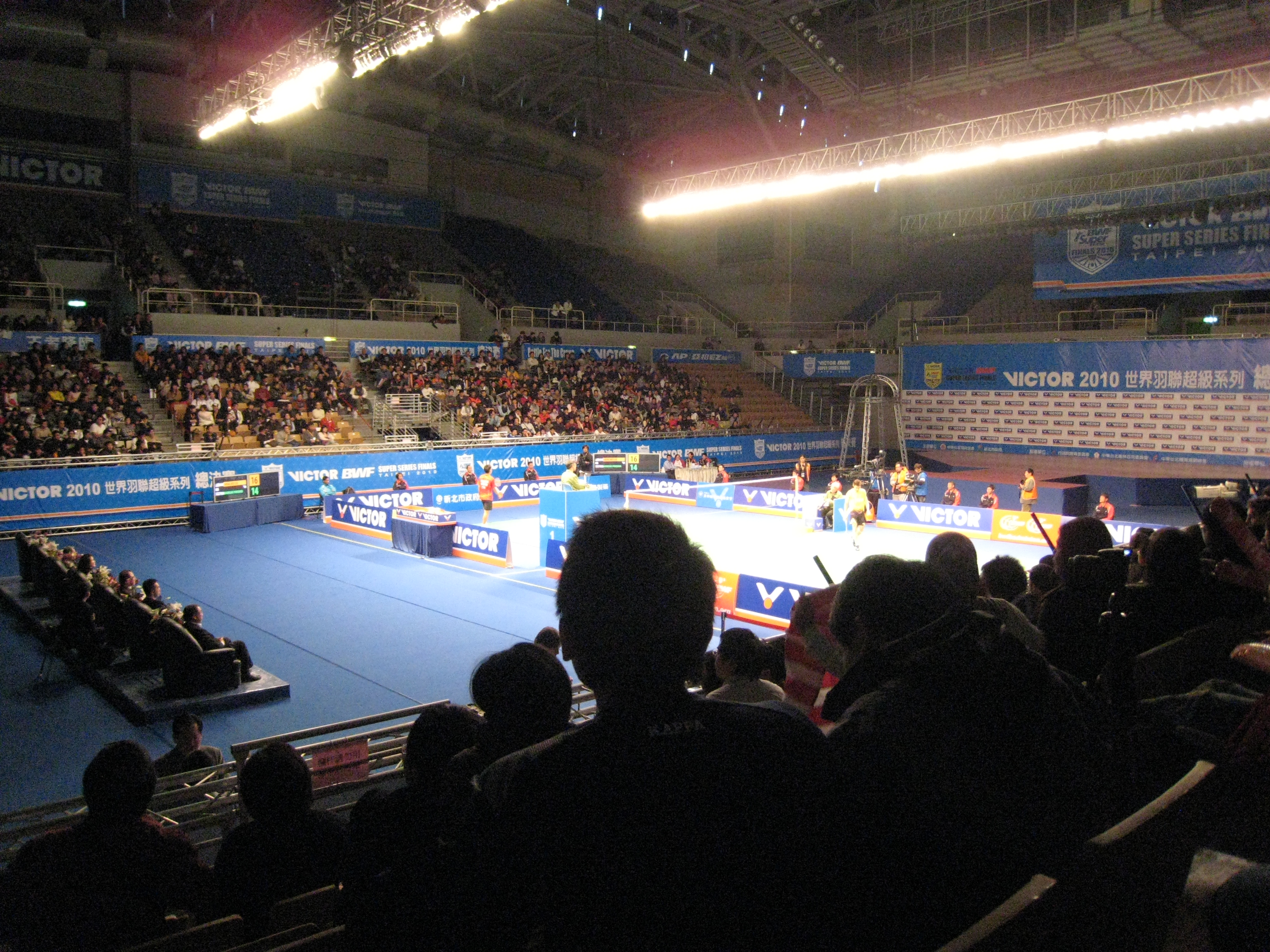
2010年世界羽聯超級系列賽總決賽

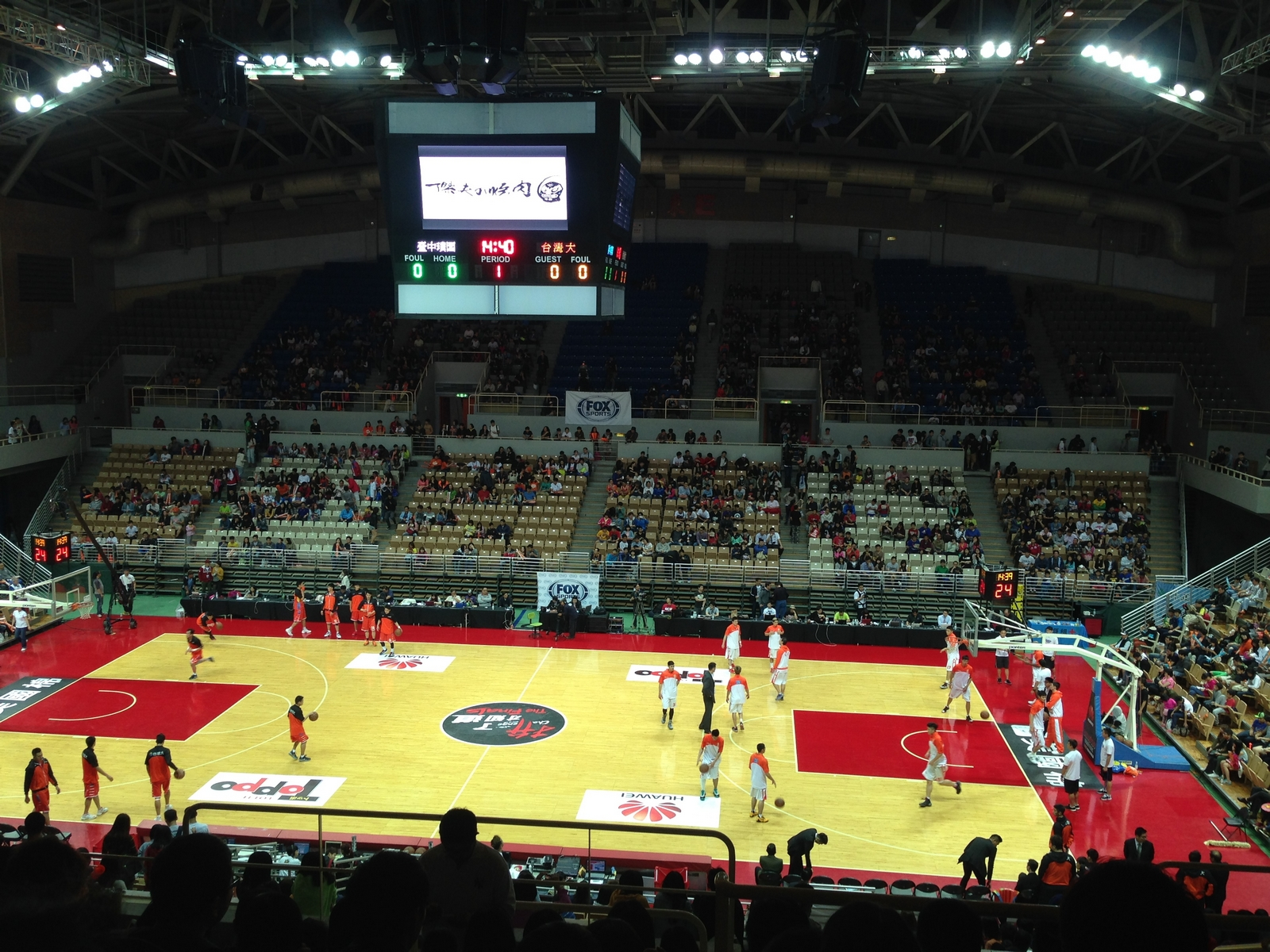
SBL超級籃球聯賽

## 活動

### 體育活動
- 世界女排大獎賽：2007、2008
- 2010年世界羽聯超級系列賽總決賽
- 中華台北羽球公開賽：2010、2011、2012、2013
- 2015年中華台北羽球大獎賽
- 2018年亞足聯五人制足球錦標賽

#### 籃球活動
- 超級籃球聯賽：第四季至第十八季
- 女子超級籃球聯賽：第三季、第六季、第七季、第八季
- 威廉·瓊斯盃國際籃球邀請賽
- 高級中等學校籃球聯賽
- 大專籃球聯賽
- 台灣職業籃球大聯盟新北國王主場館
- 台灣職業籃球大聯盟新北中信特攻主場館
- 2023世界盃男籃新北熱身賽

#### 運動會活動
- 2009年夏季聽障奧林匹克運動會排球比賽
- 2017年夏季世界大學生運動會桌球比賽
- 2025年夏季世界壯年運動會

#### 綜藝體育活動
- 全明星運動會

### 一般活動
- 2008年 崔維斯 LIVE IN TAIPEI
- 2013年 INFINITE 1ST WORLD TOUR ‘ONE GREAT STEP’ in TAIPEI
- 2013年 ONE OK ROCK "Who are you??Who are we??" TOUR 台北場
- 2014年 SHINee World III 台北場
- 2015年 SUPER JUNIOR-D&E Present亞洲巡迴演唱會 台北場
- 2015年 SHINee World lV 台北場
- 2015年 SUPER JUNIOR-K.R.Y. ASIA TOUR ~Phonograph~ in TAIPEI
- 2016年 SUPER JUNIOR Special Event “Super Camp”in TAIPEI
- 2016年 SpeXial the 1 st concert SpeXial Land 2016 演唱會
- 2016年 BTS 花樣年華 On stage : epilogue 台北場
- 2017年 IU CONCERT 24 STEPS IN TAIPEI
- 2017年 KYUHYUN SOLO CONCERT－Reminiscence of a novelist in TAIPEI
- 2017年 TAEYEON solo concert "PERSONA" In TAIPEI
- 2017年 SHINee CONCERT “SHINee World V”in TAIPEI
- 2017年 Highlight (韓國組合) HIGHLIGHT LIVE 2017 CAN YOU FEEL IT ? TOUR IN TAIPEI
- 2017年 SEVENTEEN 《1st World Tour – Diamond Edge》 in TAIPEI
- 2018年 GFRIEND  First Concert Season of GFRIEND in Taipei
- 2018年 MAMAMOO [4season s/s] CONCERT TOUR IN TAIWAN
- 2018年 BTOB BTOB TIME -THIS IS US- IN TAIWAN
- 2018年 SEVENTEEN 《IDEAL CUT》 in TAIPEI
- 2018年 LiSA LiVE is Smile Always ～ASiA TOUR 2018～[eN] Taipei
- 2019年 MAMAMOO [4season f/w] CONCERT TOUR IN TAIWAN
- 2019年 SUPER JUNIOR-D&E CONCERT [THE D&E] in TAIPEI
- 2019年 IZ*ONE IZ*ONE 1ST CONCERT [EYES ON ME] in TAIPEI
- 2019年 NU'EST NU'EST TOUR <Segno> in TAIPEI+
- 2024年 STAYC STAYC 1ST CONCERT [TEENFRESH] in TAIPEI

## 週邊設施
- 新莊體育場棒球場
- 新莊國民運動中心
- 新莊田徑場
- 新泰游泳池

## 交通

### 公車系統
- 捷運新莊站（新莊郵局）：藍2、橘21、橘22、111（假日行駛）、235、513、635、636、637、638、639、663（平日行駛）、783、786、786區（平日行駛）、797（平日行駛）、799、801、802、802區、810、842、885、960（往程）、1501（平日行駛）、1503（平日行駛）、5109、9102
- 捷運新莊站：257（返程）、783、786、802、802區、810、960、1209、1803、F201、F202（單向）、F208
- 新泰路口（新泰）：99、299、783、786、786區（平日行駛）、845、859、960（往程）、1209、F201（返程）、F208（往程）
- 材料試驗所：99、299、615（平日行駛）、618（平日行駛）、786、786區（平日行駛）、845、859、1209
- 新泰國中南站：藍18、99、299、615（平日行駛）、616、618（平日行駛）、783、786、786區（平日行駛）、805、845、859、1209
- 新莊棒球場：藍18、99、299、616、805
- 新莊體育場：藍18、99、299、616、805
- 新莊田徑場：藍18、99、299、616、805、960
- 財元廣場：99、257、299、299區（平日行駛）、622、835、F202（單向）
- 新莊體育館：257（返程）、960（返程）

### 捷運系統
- 中和新蘆線：新莊站1號出口出站。[6]

## 外部連結
- 新北市政府體育處—新莊體育館 （页面存档备份，存于）
- 新北市觀光旅遊網—新莊體育館 （页面存档备份，存于）

25°02′25.8″N 121°27′07.2″E / 25.040500°N 121.452000°E